# Propolina cervina
Propolina cervina är en svampart som beskrevs av Sacc. 1884. Propolina cervina ingår i släktet Propolina, ordningen Dothideales, klassen Dothideomycetes, divisionen sporsäcksvampar och riket svampar.   Inga underarter finns listade i Catalogue of Life.